# Atari GX2
Atari GX2 es una Placa de arcade creada por Atari destinada a los salones arcade.

## Descripción
El Atari GX2 fue lanzada por Atari en 1992.
El sistema tenía un procesador Morotola 68000, específicamente el MC68EC020FG16 trabajando a 16.7 MHz. Con respecto al audio, este estaba a cargo de una configuración Stand-Alone Audio II, compuesta por un procesador 6502 a 1.790 MHz, manejando los chips de sonido Yamaha YM2151 y el OKI 6295 ADPCM.
En esta placa funcionaron 4 títulos.

## Especificaciones técnicas

### Procesador
- Morotola 68000 trabajando a 12.5 MHz

### Audio
Kit Stand-Alone Audio II
- 6502 a 1.790 MHz

Chips de sonido:
- - Yamaha YM2151
  - OKI 6295 ADPCM

## Lista de videojuegos
- Moto Frenzy
- Moto Frenzy Deluxe
- Road Riot's Revenge
- Space Lords